# オーストリア・レディース・リンツ
オーストリア・レディース・リンツ（Austria Ladies Linz）は、オーストリア・リンツで開催されるWTAテニストーナメントである。2016年まではジェネラーリ・レディース・リンツ（Generali Ladies Linz）であった。

## 大会歴代優勝者

### シングルス
| 年   | 優勝者                             | 準優勝者                         | 決勝結果            |
| ---- | ---------------------------------- | -------------------------------- | ------------------- |
| 1991 | マニュエラ・マレーバ＝フラニエール | ペトラ・ラングロバ               | 6–4, 7–6(1)         |
| 1992 | ナタリア・メドベデワ               | パスカル・パラディス＝マンゴン   | 6–4, 6–2            |
| 1993 | マニュエラ・マレーバ＝フラニエール | コンチタ・マルティネス           | 6–2, 1–0, 途中棄権  |
| 1994 | サビーネ・アペルマンス             | マイケ・バベル                   | 6–1, 4–6, 7–6(3)    |
| 1995 | ヤナ・ノボトナ                     | バルバラ・リットナー             | 6–7(6), 6–3, 6–4    |
| 1996 | サビーネ・アペルマンス             | ジュリー・アラール               | 6–2, 6–4            |
| 1997 | チャンダ・ルビン                   | カリナ・ハブスドバ               | 6–4, 6–2            |
| 1998 | ヤナ・ノボトナ                     | ドミニク・ファン・ルースト       | 6–1, 7–6(2)         |
| 1999 | マリー・ピエルス                   | サンドリーヌ・テスチュ           | 7–6(2), 6–1         |
| 2000 | リンゼイ・ダベンポート             | ビーナス・ウィリアムズ           | 6–4, 3–6, 6–2       |
| 2001 | リンゼイ・ダベンポート             | エレナ・ドキッチ                 | 6–4, 6–1            |
| 2002 | ジュスティーヌ・エナン             | アレクサンドラ・スティーブンソン | 6–3, 6–0            |
| 2003 | 杉山愛                             | ナディア・ペトロワ               | 7–5, 6–4            |
| 2004 | アメリ・モレスモ                   | エレーナ・ボビナ                 | 6–2, 6–0            |
| 2005 | ナディア・ペトロワ                 | パティ・シュナイダー             | 4–6, 6–3, 6–1       |
| 2006 | マリア・シャラポワ                 | ナディア・ペトロワ               | 7–5, 6–2            |
| 2007 | ダニエラ・ハンチュコバ             | パティ・シュナイダー             | 6–4, 6–2            |
| 2008 | アナ・イバノビッチ                 | ベラ・ズボナレワ                 | 6–2, 6–1            |
| 2009 | ヤニナ・ウィックマイヤー           | ペトラ・クビトバ                 | 6–3, 6–4            |
| 2010 | アナ・イバノビッチ                 | パティ・シュナイダー             | 6–1, 6–2            |
| 2011 | ペトラ・クビトバ                   | ドミニカ・チブルコバ             | 6–4, 6–1            |
| 2012 | ビクトリア・アザレンカ             | ユリア・ゲルゲス                 | 6–3, 6–4            |
| 2013 | アンゲリク・ケルバー               | アナ・イバノビッチ               | 6–4, 7–6(6)         |
| 2014 | カロリナ・プリスコバ               | カミラ・ジョルジ                 | 6–7(4), 6–3, 7–6(4) |
| 2015 | アナスタシア・パブリュチェンコワ   | アンナ＝レナ・フリードサム       | 6–4, 6–3            |
| 2016 | ドミニカ・チブルコバ               | ビクトリヤ・ゴルビッチ           | 6–3, 7–5            |
| 2017 | バルボラ・ストリコバ               | マグダレナ・リバリコバ           | 6–4, 6–1            |
| 2018 | カミラ・ジョルジ                   | エカテリーナ・アレクサンドロワ   | 6–3, 6–1            |
| 2019 | コリ・ガウフ                       | エレナ・オスタペンコ             | 6–3, 1–6, 6–2       |

### ダブルス
| 年   | 優勝者                                                | 準優勝者                                                | 決勝結果         |
| ---- | ----------------------------------------------------- | ------------------------------------------------------- | ---------------- |
| 1991 | マニュエラ・マレーバ＝フラニエール ラファエラ・レジ   | ペトラ・ラングロバ ラドカ・ズルバコバ                   | 6–4, 1-6, 6-3    |
| 1992 | モニク・キエネ ミリアム・オレマンス                   | クラウディア・ポーヴィック ラファエラ・レジ＝コンカート | 6–4, 6-2         |
| 1993 | エウゲニア・マニオコワ レイラ・メスヒ                 | コンチタ・マルティネス ジュディス・ヴィースナー         | 不戦勝           |
| 1994 | エウゲニア・マニオコワ レイラ・メスヒ                 | アサ・カールソン カロリーネ・シュナイダー               | 6–2, 6-2         |
| 1995 | メレディス・マグラス ナタリー・トージア               | イバ・マヨリ ペトラ・リッター                           | 6–1, 6-2         |
| 1996 | マノン・ボーラグラフ メレディス・マグラス             | レネ・スタブス ヘレナ・スコバ                           | 6–4, 6–4         |
| 1997 | アレクサンドラ・フセ ナタリー・トージア               | エバ・メリチャロバ ヘレナ・ビルドバ                     | 4–6, 6–3, 6–1    |
| 1998 | アレクサンドラ・フセ ナタリー・トージア               | アンナ・クルニコワ ラリサ・ネーランド                   | 6–3, 3–6, 6–4    |
| 1999 | イリナ・スピールリア カロリネ・ビス                   | ティナ・クリザン ラリサ・ネーランド                     | 6–4, 6–3         |
| 2000 | アメリ・モレスモ チャンダ・ルビン                     | 杉山愛 ナタリー・トージア                               | 6–4, 6–4         |
| 2001 | エレナ・ドキッチ ナディア・ペトロワ                   | エルス・カレンズ チャンダ・ルビン                       | 6–1, 6–4         |
| 2002 | エレナ・ドキッチ ナディア・ペトロワ                   | 藤原里華 杉山愛                                         | 6–3, 6–2         |
| 2003 | リーゼル・フーバー 杉山愛                             | マリオン・バルトリ シルビア・ファリナ・エリア           | 6–1, 7–6(6)      |
| 2004 | ヤネッテ・フサロバ エレーナ・リホフツェワ             | ナタリー・ドシー パティ・シュナイダー                   | 6–2, 7–5         |
| 2005 | ヒセラ・ドゥルコ クベタ・ペシュケ                     | コンチタ・マルティネス ビルヒニア・ルアノ・パスクアル   | 6–2, 6–3         |
| 2006 | リサ・レイモンド サマンサ・ストーサー                 | コリーナ・モラリュー カタリナ・スレボトニク             | 6–3, 6–0         |
| 2007 | カーラ・ブラック リーゼル・フーバー                   | カタリナ・スレボトニク 杉山愛                           | 6–2, 3–6, [10–8] |
| 2008 | カタリナ・スレボトニク 杉山愛                         | カーラ・ブラック リーゼル・フーバー                     | 6–4, 7–5         |
| 2009 | アンナ＝レナ・グローネフェルト カタリナ・スレボトニク | クラウディア・ヤンス アリシア・ロソルスカ               | 6–1, 6–4         |
| 2010 | レナタ・ボラコバ バルボラ・ザフラボバ・ストリコバ     | クベタ・ペシュケ カタリナ・スレボトニク                 | 7–5, 7–6(6)      |
| 2011 | マリーナ・エラコビッチ エレーナ・ベスニナ             | ユリア・ゲルゲス アンナ＝レナ・グローネフェルト         | 7–5, 6–1         |
| 2012 | アンナ＝レナ・グローネフェルト クベタ・ペシュケ       | ユリア・ゲルゲス バルボラ・ザフラボバ・ストリコバ       | 6–3, 6–4         |
| 2013 | カロリナ・プリスコバ クリスティナ・プリスコバ         | ガブリエラ・ダブロウスキー アリシア・ロソルスカ         | 7–6(6), 6–4      |
| 2014 | ラルカ・オラル アンナ・タチシビリ                     | アニカ・ベック キャロリン・ガルシア                     | 6–2, 6–1         |
| 2015 | ラケル・コップス＝ジョーンズ アビゲイル・スピアーズ   | アンドレア・フラバーチコバ ルーシー・ハラデツカ         | 6–3, 7–5         |
| 2016 | キキ・ベルテンス ヨハンナ・ラーション                 | アンナ＝レナ・グローネフェルト クベタ・ペシュケ         | 4–6, 6–2, [10–7] |
| 2017 | キキ・ベルテンス ヨハンナ・ラーション                 | ナテラ・ザラミズ クセーニャ・クノル                     | 3–6, 6–3, [10–4] |
| 2018 | キルステン・フリプケンス ヨハンナ・ラーション         | ラケル・アタウォ アンナ＝レナ・グローネフェルト         | 4–6, 6–4, [10–5] |
| 2019 | バルボラ・クレイチコバ カテリナ・シニアコバ           | バルバラ・ハース クセニア・ノール                       | 6–4, 6–3         |